# Byrebistus nigritarsus
Byrebistus nigritarsus är en insektsart som beskrevs av William Lucas Distant 1920. Byrebistus nigritarsus ingår i släktet Byrebistus och familjen spottstritar. Inga underarter finns listade i Catalogue of Life.